# Diocesi di Briula
La diocesi di Briula (in latino: Dioecesis Briulitana) è una sede soppressa del patriarcato di Costantinopoli e una sede titolare della Chiesa cattolica.

## Storia
Briula, identificabile con Billara nell'odierna Turchia, è un'antica sede episcopale della provincia romana di Asia nella diocesi civile omonima. Faceva parte del patriarcato di Costantinopoli ed era suffraganea dell'arcidiocesi di Efeso.
Diversi sono i vescovi noti di questa antica diocesi. Le Quien menziona come primo vescovo Timoteo, che avrebbe preso parte al primo concilio ecumenico celebrato a Nicea nel 325; tuttavia l'unico vescovo con questo nome che prese parte al concilio niceno era quello di Cibistra e nessun vescovo di Briula era presente alla prima assise ecumenica della cristianità. Il primo vescovo certo fu un altro Timoteo, che partecipò al concilio di Efeso del 431. Rufino intervenne al concilio di Calcedonia nel 451. Giorgio fu tra i padri del secondo concilio di Nicea celebrato nel 787.
La sigillografia ha restituito il nome del vescovo Leone, il cui sigillo vescovile è datato all'XI secolo. Tra XII e XIII secolo sono noti altri due vescovi, che parteciparono ai sinodi celebrati dai metropoliti a Efeso: Costantino nel 1167 e Nicola nel 1216.
Dopo l'occupazione ottomana della regione nel 1390, la diocesi fu di fatto soppressa e il suo territorio annesso a quello dell'arcidiocesi di Efeso. Il sinodo patriarcale ristabilì la sede di Briula, con il titolo di "Metropolia", il 22 febbraio 1922. Primo e unico titolare di questa sede fu Dyonisios Minas (6 marzo 1922 - 25 ottobre 1922). Infatti a causa della guerra greco-turca (1919-1922) e dello scambio di popolazioni tra Grecia e Turchia imposto dal trattato di Losanna del 1923, nel territorio della sede metropolitana non ci sono più cristiani ortodossi e di fatto la sede non è più attiva.
Dal 1925 Briula è annoverata tra le sedi vescovili titolari della Chiesa cattolica; la sede è vacante dall'11 ottobre 2019.

## Cronotassi

### Vescovi greci
- Timoteo I ? † (menzionato nel 325)
- Timoteo II † (menzionato nel 431)
- Rufino † (menzionato nel 451)
- Giorgio † (menzionato nel 787)
- Leone † (XI secolo)
- Costantino † (menzionato nel 1167)
- Nicola † (menzionato nel 1216)

### Vescovi titolari
- Kyril Stefan Kurteff † (31 luglio 1926 - 9 marzo 1971 deceduto)[10]
- Hristo Projkov (18 dicembre 1993 - 11 ottobre 2019 nominato eparca di San Giovanni XXIII di Sofia)